# Hjärtats ljus
Hjärtats ljus är en roman av Ulf Lundell. Den kom ut 12 november 1983.

## Handling
Boken handlar om tre olika män, popsångaren Finn Walden, författaren Leo Forssman och frilansjournalisten Odd Nessnakometz, som är tre vänner i 35-årsåldern, som inte umgåtts med varandra på flera år, men som funnit tillbaka till varandra. Boken utspelar sig i bland annat Key West, Gotland och Stockholm. I den yttre ramhandlingen förekommer en man som förföljer dessa tre herrar och utför diverse attentat. Till exempel sprängs Leos båt i luften på Baggensfjärden, då han och hans flickvän är ute på en båttur och Finn injiceras med narkotika på en fest. De tre, inklusive deras flickvänner, lever under konstant hot. Boken är också en uppgörelse med Sverige och dess mentalitet; inskränktheten, stelheten, livlösheten och Jantelagen. Detta ställs i bjärt kontrast mot Key Wests mer avslappnade och fria atmosfär.
Språket karaktersiseras av en levande slagfullhet och träffande miljöbeskrivningar. Stor del av bokens innehåll består av långa diskussioner mellan Finn, Leo och Odd om kvinnor, musikbranschen i Sverige och om att skapa litteratur.